# Polivanov-systemet
Polivanov-systemet (Систе́ма Полива́нова Sistema Polivánova) är ett transkriptionssystem för att skriva japanska ord med kyrilliska tecken, utvecklat 1917 av den ryska orientalisten Jevgenij Polivanov. Polivanov-systemet är det vanligaste systemet för att skriva japanska med kyrilliska tecken, men utöver det används ibland alternativa system. Ibland kallas Polivanov-systemet på ryska för rosijádzi (росия́дзи), rossijádzi (россия́дзи) eller (bland icke-lingvister) kiridzi (кири́дзи), efter romaji-systemet för latinsk translitterering av japanska.

## Regler
Polivanov-systemet baseras på Tokyo-uttalet. Vid transkription med systemet används inte stora bokstäver, för morfologisk delning (före partiklar och mellan suffix och stammen) kan ett valfritt bindestreck användas.

### Tabell
I denna tabell står först tecknet i hiragana, sedan till höger motsvarande tecken i katakana, båda med samma tecken i Polivanov-systemet, och, som referens ges den latinska translitterationen enligt Hepburn-systemet inom parentes.
|    | А                | И                      | У                      | Э                | О                | Я                    | Ю                    | Ё                    |
|    | あ / ア а (a)    | い / イ и (i)          | う / ウ у (u)          | え / エ э (e)    | お / オ о (o)    | や / ヤ я (ya)       | ゆ / ユ ю (yu)       | よ / ヨ ё (yo)       |
| К  | か / カ ка (ka)  | き / キ ки (ki)        | く / ク ку (ku)        | け / ケ кэ (ke)  | こ / コ ко (ko)  | きゃ / キャ кя (kya) | きゅ / キュ кю (kyu) | きょ / キョ кё (kyo) |
| С  | さ / サ са (sa)  | し / シ си (shi) (fil) | す / ス су (su)        | せ / セ сэ (se)  | そ / ソ со (so)  | しゃ / シャ ся (sha) | しゅ / シュ сю (shu) | しょ / ショ сё (sho) |
| Т  | た / タ та (ta)  | ち / チ ти (chi) (fil) | つ / ツ цу (tsu) (fil) | て / テ тэ (te)  | と / ト то (to)  | ちゃ / チャ тя (cha) | ちゅ / チュ тю (chu) | ちょ / チョ тё (cho) |
| Н  | な / ナ на (na)  | に / ニ ни (ni)        | ぬ / ヌ ну (nu)        | ね / ネ нэ (ne)  | の / ノ но (no)  | にゃ / ニャ ня (nya) | にゅ / ニュ ню (nyu) | にょ / ニョ нё (nyo) |
| Х  | は / ハ ха (ha)  | ひ / ヒ хи (hi)        | ふ / フ фу (fu)        | へ / ヘ хэ (he)  | ほ / ホ хо (ho)  | ひゃ / ヒャ хя (hya) | ひゅ / ヒュ хю (hyu) | ひょ / ヒョ хё (hyo) |
| М  | ま / マ ма (ma)  | み / ミ ми (mi)        | む / ム му (mu)        | め / メ мэ (me)  | も / モ мо (mo)  | みゃ / ミャ мя (mya) | みゅ / ミュ мю (myu) | みょ / ミョ мё (myo) |
| Р  | ら / ラ ра (ra)  | り / リ ри (ri)        | る / ル ру (ru)        | れ / レ рэ (re)  | ろ / ロ ро (ro)  | りゃ / リャ ря (rya) | りゅ / リュ рю (ryu) | りょ / リョ рё (ryo) |
| В  | わ / ワ ва (wa)  |                        |                        |                  | を / ヲ о (wo)   |                      |                      |                      |
|    | ん / ン н (n)    |                        |                        |                  |                  |                      |                      |                      |
|    |                  |                        |                        |                  |                  |                      |                      |                      |
| Г  | が / ガ га (ga)  | ぎ / ギ ги (gi)        | ぐ / グ гу (gu)        | げ / ゲ гэ (ge)  | ご / ゴ го (go)  | ぎゃ / ギャ гя (gya) | ぎゅ / ギュ гю (gyu) | ぎょ / ギョ гё (gyo) |
| ДЗ | ざ / ザ дза (za) | じ / ジ дзи (ji)       | ず / ズ дзу (zu)       | ぜ / ゼ дзэ (ze) | ぞ / ゾ дзо (zo) | じゃ / ジャ дзя (ja) | じゅ / ジュ дзю (ju) | じょ / ジョ дзё (jo) |
| Д  | だ / ダ да (da)  | ぢ / ヂ дзи (ji)       | づ / ヅ дзу (zu)       | で / デ дэ (de)  | ど / ド до (do)  | ぢゃ / ヂャ дзя (ja) | ぢゅ / ヂュ дзю (ju) | ぢょ / ヂョ дзё (jo) |
| Б  | ば / バ ба (ba)  | び / ビ би (bi)        | ぶ / ブ бу (bu)        | べ / ベ бэ (be)  | ぼ / ボ бо (bo)  | びゃ / ビャ бя (bya) | びゅ / ビュ бю (byu) | びょ / ビョ бё (byo) |
| П  | ぱ / パ па (pa)  | ぴ / ピ пи (pi)        | ぷ / プ пу (pu)        | ぺ / ペ пэ (pe)  | ぽ / ポ по (po)  | ぴゃ / ピャ пя (pya) | ぴゅ / ピュ пю (pyu) | ぴょ / ピョ пё (pyo) |

## Stavning
För enkelhetens skull används endast hiragana nedan.

### Grammatiska partiklar
Utläsningen av kanatecken förändras ibland när de används som partiklar eller kasus:
- へ хэ, skrivs som э när den används som en grammatisk indikator;
- は ха, skrivs som ва när det används som en partikel.

### Stavelsebindandeн
- ん н, skrivs som "нъ" före vokaler för att undvika förväxling med stavelser i serien "на" (till exempel てんいん тэнъин "försäljare")[5];
- ん н, före "б", "п" och "м" skrivs som "м", i enlighet med uttalet (till exempel ぶんぽう бумпо: "grammatik")[5].

### Vokaler efter vokaler och lång vokal
- い и, efter vokaler kan skrivas som "й" (till exempel におい ниой "doft"), och som "и", medan Jevgenij Polivanov själv föredrog "и"[5];
  - Diftongen えい kan skrivas som эи och э:[5].
  - För platsnamn med diftonger rekommenderas det att "й" används för kinesisk (онном) läsning av hieroglyfer, och "и" för korrekt japansk (кунном) läsning.
- う у, kan utelämnas eller placeras inom parentes om det behövs för att indikera dess förminskning[5].
- Vokallängd kan förmedlas på flera sätt[5]:
  - Polivanov rekommenderade makron över en lång vokal (ほう — хо̄),
  - ett kolon som inte åtskiljs av ett mellanslag (ほう — хо:) tillåts; precis som ett triangulärt kolon (ほう — хоː); en prick bredvid bokstaven längst upp på raden (ほう — хо̇); fetstil (ほう — хо), etc. Det rekommenderas inte att använda dubbla vokaler (хоо)[5] eller att ange vokallängd i publikationer för allmänheten[5].
- Vokallängd bör inte förväxlas med sammanflödet av identiska vokaler på ordets morfologiska gräns, när de behöver uttalas (och skrivas ner) som inte ett ljud utan två olika (яп. 広 尾 - Хироо).
- För att skriva ut betoning (om det behöver anges) rekommenderas det att man använder en akut accent på en betonad stavelse, ett understreck på en obetonad, och två tecken på långa stavelser[5].

#### Använda makron
Unicode innehåller flera sammansatta kyrilliska tecken med makron: Ӣ ӣ, Ӯ ӯ. För att lägga till en makron till resten av bokstäverna måste man använda ett specialtecken - ◌̄ (U + 0304). Exempel på användning: А̄ а̄, Э̄ ē, Ō ō, Ȳ ī, Ȳ ū, Ё̄ ё̄.

### Dubbla konsonanter
Det lilla tecknet っ innebär fördubbling av konsonantljudet i stavelsen som följer det, och vid transkription skrivs det genom att dubblera motsvarande konsonantbokstav (till exempel いっぱい иппай "full"). Ett undantag är fördubblingen av konsonantljudet [ts] i stavelsen つ, det skrivs som тцу (till exempel よっつ ётцу - “fyra (objekt)”).

### Föråldrade tecken
- ゐ - ви[5];
- ゑ - вэ[5];
- を - во (med det gamla uttalet, annars "o"[5];
- 𛀁 - йэ[5];
- く ゎ - ку ва, кува (vid transkription av stavning) eller ква (vid transkription av uttal)[5];
- ぐ ゎ - гу ва, гува (vid transkription av stavning) eller гва (vid transkription av uttal)[5].

## Undantag och avvikelser
I vanliga texter (till exempel journalistiska) är det ganska tillåtet att ersätta bokstaven "э" med bokstaven "е" efter konsonanter, så att orden ser mer bekanta, eller ryska, ut. Men efter vokaler, liksom i början av ord, måste man skriva "э", eftersom uttalet annars ger ljudet [j], som saknas på japanska. Dessutom är det nödvändigt att noggrant övervaka placeringen av punkter över "ё" för att undvika förvirring med bokstaven "е"[källa behövs].
I en lärobok av L. Netjajevoj och i S. V. Neverovs ordbok skrivs de reducerade vokalerna и och у med bokstäverna й och ў (дэсйта, сўки).
Vissa ord av japanskt ursprung - till exempel "иена", "гейша", "тамагочи", vissa geografiska namn som Токио, Киото, Иокогама, namnet "Тойота", namnet Йоко Оно - transkriberas enligt en historiskt etablerad och i ordböcker fast och traditionell form, vilket motsvarar Polivanovs rekommendationer.
För att transkribera japanska ortnamn på geografiska kartor används ett system som antogs 1975 av Huvuddirektoratet för geodesi och kartografi under Sovjetunionens ministerråd. I allmänhet sammanfaller det med Polivanov-systemet men det har ett antal avvikelser:
- istället för э används е efter konsonanter (till exempel Митаке istället för Митакэ);
- stavelsen よ i början av ett ord återges som йо, och inte ё (Йокосука, Йонедзава, Йоккаити, osv.)

Vissa namn (till exempel Шитокан) lånades in till ryskan från Ainu, därför följer de inte reglerna för transkription av japanska.

## Alternativa stavningar
Innan Polivanov-systemet introducerades användes andra transkriptionsmetoder, till exempel E. G. Spalvin. Trots den utbredda användningen av Polivanov-systemet, finns det också andra sätt att skriva japanska tecken med ryska bokstäver. Bland annat känner vissa författare, som översätter från ett tredje språk, inte till Polivanov-systemet, och translittererar därför helt enkelt Hepburns engelska system till ryska vid översättning av texter från andra språk.

### Föreslagna alternativa system
Författare som är bekanta med Polivanov-systemet men som föreslår alternativa system medger oftast att direkt kyrillisering av Hepburn-systemet också blir felaktig. Till exempel föreslår lingvisten och översättaren Sergej Gris att göra följande ändringar av de befintliga reglerna i förhållande till parlör, läroböcker och författares tal:
Först och främst, skriv ner väsande konsonanter som de är, och betona ytterligare deras mjukhet som vanligt på ryska - genom de efterföljande vokalerna "я", "и", "ю", "е", "ё", det vill säga, istället för att skriva enligt Polivanov-tabellens "ся", "тя" och "дзя", skriv "щя", "чя" och "джя", som samtidigt anger att "джя" ska låta så mjukt och kontinuerligt som möjligt, till exempel som i det engelska ordet junior [д’жюниа], och skriv inte "щ" med accent eller långt, som till exempel i det lediga ordet "мощнейший", eller som ett mjukt [ш’] i det engelska ordet ship.
Trots detta har onlinetidningen den citerade artikeln publicerades i, Japon.ru, sedan publiceringen helt övergått till att använda Polivanov-systemet, vilket anges i det artikelns redaktionella efterord.

### Diskussion
Användare av Polivanov-systemet hävdar att alternativa former av transkription inte på samma sätt förmedlar ljudet i japanska stavelser, utan bara översätter den oundvikliga felaktigheten i uttalet till den andra ytterligheten, eftersom det är omöjligt att korrekt återge korrekt japanskt uttal med ryska bokstäver. Japanforskaren Vadim Smolenskij anser dock att när man uttalar Polivanovs transkription i enlighet med rysk fonetik, är den resulterande frasen närmare det japanska uttalet än i andra system, utan särskilda reservationer.
Till exempel låter konsonanten i stavelsen し си likt det ryska [щ], bara det att den uttalas kort (den ryska stavelsen [щи] är fonetiskt densamma som den japanska kombinationen "っし"), därför förvrängs ordet när man skriver ши, där "ши" läses ut som [шы], men konsonantens mjukhet går förlorad och ljudet [ы] liknar mer japanska う у. Vilka av de ryska ljud som liknar konsonanterna i stavelserna し си, じゅ дзю и ち ти, beror på uttalet hos varje enskild japan.
Polivanov-systemet är nu de facto-standard och har använts i många år. I synnerhet finns japanska ord skrivna med denna metod i nästan alla sovjetiska och ryska läroböcker, uppslagsverk (inklusive ryskspråkiga Wikipedia), ordböcker (till exempel i N. I. Feldmans japansk-ryska ordbok eller i de japansk-ryska ordböckerna i den kortfattade serien "Concise" från förlaget Sansseido) och atlaser (det finns undantag för vissa geografiska namn). Andelen alternativa omskrivningar är relativt liten och finns främst i bloggar, forum och journalistiskt material av blivande författare som bor i Japan. Japans ambassad i Ryssland följer Polivanovs translitteration.

### Skrifter påverkade av Hepburn-systemet

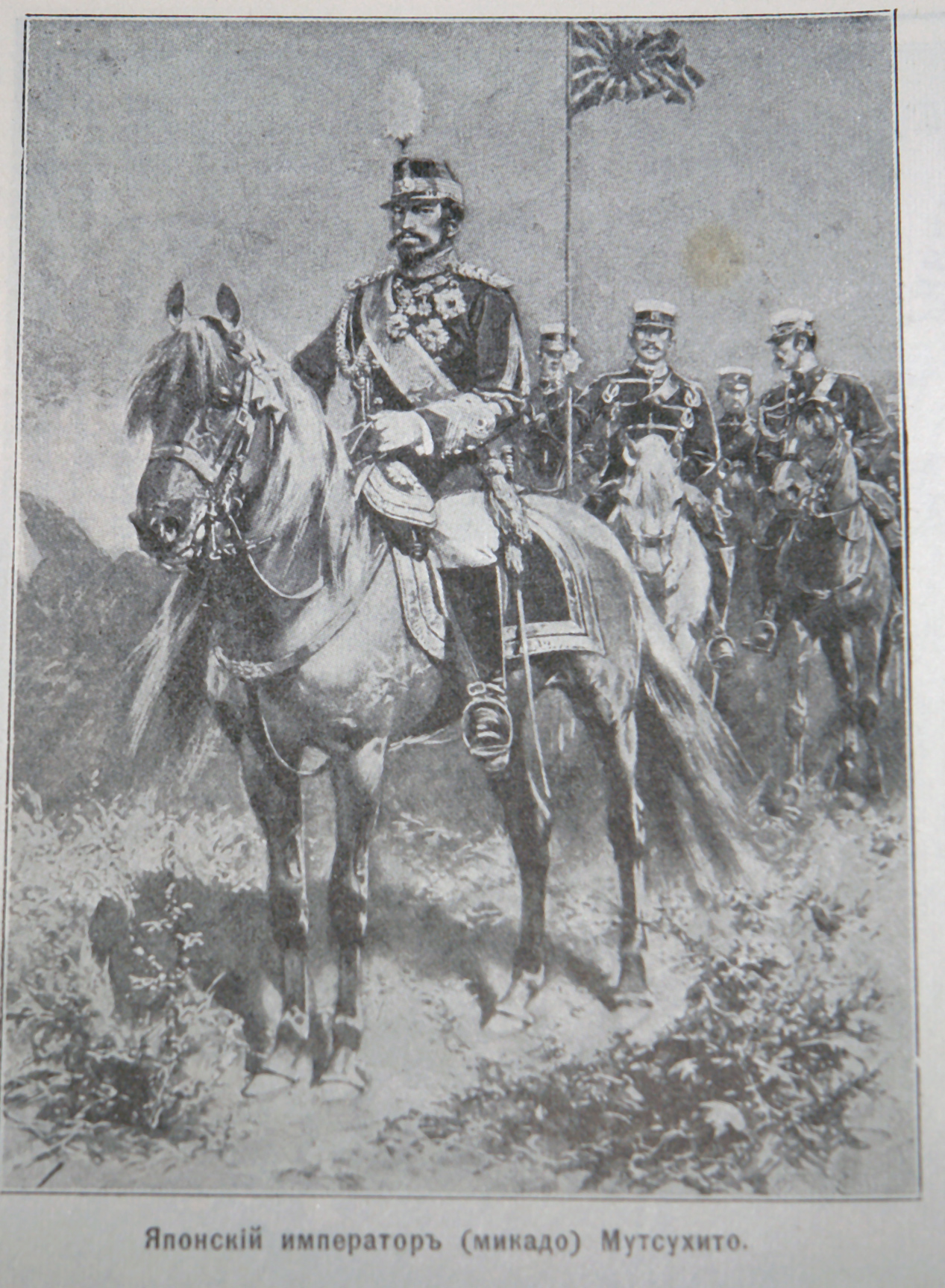
Ett fotografi av kejsaren Meiji med en signatur från tidningen Niva, 1904 (innan Polivanov-systemet skapades). Namnet på kejsaren Mutsuhito, som styrde vid den tiden, skrevs av från den engelska transkriptionen av Mutsuhito som Мутсухито.

När man lånar in japanska namn och namn från engelskspråkiga källor (där Hepburn-systemet oftast används) kan namn ofta hittas i den ryska texten, avskrivna från det latinska systemet. Vanligtvis är sådana stavningar en följd av okunnighet hos de rysktalande författarna om traditionerna för transkription av japanska namn och tillåts inte av professionella lingvister. Även många icke-professionella översättare kan medvetet använda detta tillvägagångssätt, på tanken att Hepburns system överensstämmer bättre med reglerna än Polivanov-systemet.
Denna förväxling kompliceras ofta av det faktum att när en modersmålstalare uttalar stavelserna し, じ, ち, uttalas de någonstans mellan "с" och "ш", "т" och "ч" och så vidare. I frågan om vilka av "с" och "ш" som är rätt stavning i Polivanov-systemet, så är bokstaven "с" rätt och i Hepburns system "sh". 1938 genomfördes på begäran av den japanska regeringen en omfattande studie av Hepburn-systemet och det beslutades att överge det på grund av för stark användning av engelsk fonetik i istället för japanskt. Som ett resultat ersattes Hepburn-systemet av Kunrei-systemet skapat av japanerna själva, där det kontroversiella ljudet skrevs si. Kunrei var officiellt system och användes överallt fram till 1945, då ockupationens högkvarter gjorde Hepburn-systemet till det enda korrekta genom ett dekret. Sedan dess har kunrei endast använts i det japanska parlamentet och regeringens strukturer. Detta faktum används ofta som ett motargument till påståendet att japanerna uttalar し exakt som ши.
Hepburn-systemets oförenlighet med ryska är också en viktig faktor. Enligt japanforskaren och grundaren av webbplatsen susi.ru V. Smolensky är detta problem en av de viktigaste i den här frågan och noterar att när man översätter japansk text till ryska används ofta engelskspråkiga material, som, om man inte känner till den kontroversiella fonetiken i det japanska språket, leder det till en direkt rest från den engelska versionen, som en följd av man inte använt de ryska bokstäverna som inte har några motsvarigheter i det engelska alfabetet - som "ё", "ю", "щ" och så vidare. I ett argument citerar han det faktum att Hepburn-systemet bygger på engelsk fonetik, och inte rysk, och dessutom är ett system som japanerna själva ursprungligen avvisade på grund av dess snedvridning av den ursprungliga japanska fonetiken.

#### Exempel
Först och främst gäller detta japanska mjuka väsande ljud, som inte används som mjuka konsonanter (enligt Polivanov) utan som frikativor:
- し си kan skrivas som ши eller щи (kända "fel": суши, сашими, Тошиба, och mindre ofta Мицубиши);
- じ дзи - som джи (en förvrängd variant av Фуджияма finns ofta tillsammans med rätt Фудзияма);
- ち ти - som чи (den mest kända användningen av felaktig stavning och uttal - namnet på företaget Хитачи).

Dessutom kan stavningsavvikelser förekomma:
- つ цу kan skrivas rakt från engelskans tsu som тсу, även om ts-kombinationen bara används på engelska för att representera ljudet [ts], för vilket det inte finns någon egen bokstav för, och är fonetiskt identisk med ryskans цу;
- av samma anledning kan kombinationer av йо och något mindre ofta йа och йу användas (vanligtvis i början av ord och efter vokaler) istället för vokalerna や я, よ ё, ゆ ю. Denna situation orsakas av den stora spridningen av ljuden "я" och "ю" på ryska och frekvensen av ljudet "ё" i västerländska språk;
- vokallängd kan visas med ytterligare bokstäver: ほんとう хонто: skrivet som хонтоу (det vill säga den ryska texten följer bokstavligen Kana-transkriptionen av texten, vilket återspeglar principerna för vapuro-romaji);
- ibland läggs ett mjukt eller hårt tecken in mellan konsonanter och joterande vokaler: きょ кё skrivs som кьё eller кьо: så transkriberas bokstaven "y" på engelska i stavelsen: "kyo".
- efter konsonanter och ibland andra positioner används "е" istället för "э". Denna avvikelse anses vara den mildaste, eftersom den ofta används på kartor och i ett vardaglig skrift. Ett exempel är ordet камикадзе;
- Y, som översätts till ljudet й i ё (engelska: yo), kan överföras, som i till exempel Tokyo och Kyoto vilka historiskt återges som Токио och Киото, istället för Токё och Кёто - detta beror på tillämpningen av reglerna i engelsk grammatik på japanska ord. Ett liknande misstag återspeglades också i kampsporter, vilket ledde till olika versioner av stavningen av namnet på Kyokushin-stilen.
- bokstavskombinationerna nm, np och nb kan skrivas i direkt översättning som нм, нп respektive нб, medan Polivanov-systemet föreskriver att de skrivs som мм, мп och мб, vilket mer exakt återspeglar det japanska uttalet. Till exempel stavningen сенпай istället för det korrekta сэмпай.